# Grebin
Grebin é um município da Alemanha, localizado no distrito de Plön, estado de Schleswig-Holstein.